# Glyphe

Grafische Darstellungen (Glyphen) des Buchstabens a

In der Typografie ist eine Glyphe (griechisch γλυφή glyphḗ, deutsch ‚Eingeritztes‘) die grafische Darstellung eines segmentalen, symbolischen, ikonischen oder indexikalischen Schriftzeichens in Form eines Buchstabens, Buchstabenteils, Silbenzeichens, Logogramms, Satzzeichens, Sonderzeichens, einer Arabischen Ziffer oder Ligatur, also eine konkrete grafische oder typometrische Darstellung eines Zeichens bzw. Schriftzeichens innerhalb eines Schriftsystems. Die Glyphe bildet dabei in sich eine grafische Einheit.

## Zeichen und Glyphe
Das Zeichen (engl. character) ist die abstrakte Idee eines Schriftzeichens, die Glyphe ist dessen konkrete grafische Darstellung. Elektronische Texte wie dieser hier werden als abstrakte Zeichen gespeichert, und ihre Erscheinungsform hängt von der jeweils gewählten Schriftart ab. Im einfachsten Fall existiert zu jedem sichtbaren Schriftzeichen (Leerzeichen sind keine sichtbaren Zeichen) in einer bestimmten Schriftart (Schriftbild und Größe) eine einzelne Glyphe. Davon gibt es aber bemerkenswerte Abweichungen und moderne Schriftarten können auch mehrere Glyphen für ein Zeichen enthalten.
Mehrere unterschiedliche Buchstaben bzw. Zeichen können allerdings auch durch ein und dieselbe Glyphe dargestellt werden. So sind in den meisten Schriftarten, die Lateinisch, Griechisch und Kyrillisch umfassen, das lateinische große A, das kyrillische große А sowie das griechische große Α (Alpha) nicht voneinander zu unterscheiden.
In der Datenverarbeitung umfasst der vieldeutige englische Begriff character, in etwa „abstraktes Zeichen“, neben den gewöhnlichen Schriftzeichen auch Leerzeichen, Steuer- und Formatierungszeichen, also sämtliche zur Textspeicherung, -verarbeitung und -darstellung notwendigen Zeichen, auch solche, denen keine Glyphe zugeordnet ist.

### Ligaturen
Die Zeichenfolge fl kann sowohl durch zwei einzelne Glyphen jeweils für f und l als auch als Ligatur durch eine einzelne Glyphe dargestellt werden.
Die folgenden Zeichen sind als einzelne Glyphen ohne Ligatur dargestellt:
Die gleichen Zeichen als Ligaturen dargestellt. Jede Ligatur ist dabei eine Glyphe:
Im Spezialfall können zur Bildung der Ligaturglyphe auch einzelne Glyphen überlappend gesetzt sein.

### Glyphen und Glyphenvarianten
In vielen Zeichensystemen kann die Gestalt eines Schriftzeichens stellungsabhängig sein. In diesem Fall gibt es zu dem betreffenden Zeichen zwei oder mehr Glyphen – unabhängig von der Schriftart. Beispiele:
- In der arabischen Schrift gibt es mehrere Glyphen für einen Buchstaben, da das Aussehen der Buchstaben von benachbarten Buchstaben beeinflusst wird.
- Im hebräischen Alphabet haben fünf Buchstaben am Wortende eine besondere Form. In der Tabelle der hebräischen Buchstaben werden in diesen Fällen zwei verschiedene Glyphen nebeneinander dargestellt (z. B. Kaph und Schluss-Kaph).
- Dasselbe trifft auch auf das griechische Sigma zu, das am Wortende mit der Glyphe ς, sonst aber als σ geschrieben wird.
- In der Frakturschrift gibt es Regeln für das lange (ſ) und das runde s.

Durch die Verwendung verschiedener Schriftarten entstehen zu einem einzelnen Schriftzeichen ebenfalls verschiedene Glyphen, normalerweise eine Glyphe für jedes Schriftzeichen in einer bestimmten Schriftart (siehe Abbildung ganz oben). Allerdings sind bei manchen Zeichen (zum Beispiel Punkt oder Bindestrich) von der Schriftart abhängige Unterschiede – sofern überhaupt vorhanden – nicht oder nur bei starker Vergrößerung feststellbar.

Glyphenvarianten des Buchstabens a in der Schriftart Zapfino. Die Variation der Zeichengestalt beruht in diesem Fall nicht auf verschiedenen Schriftschnitten.

Bei sehr feinen Unterschieden zwischen verschiedenen Glyphen für dasselbe Zeichen innerhalb einer Schriftart spricht man auch von Glyphenvarianten. Johannes Gutenberg entwarf zur Darstellung der Zeichen seines Alphabets für den Bibeldruck etwa 290 verschiedene Schriftzeichen.
Ob eher verschiedene Glyphen (mit deutlich erkennbaren Gestaltungsunterschieden) oder verschiedene Glyphenvarianten (mit weniger auffälligen Unterschieden) innerhalb einer Schriftart vorliegen, hängt oft von der subjektiven Einschätzung des Betrachters ab. Innerhalb einer Schriftfamilie gibt es in der Regel verschiedene Schriftschnitte (Varianten der Schriftart). Je nach Schriftschnitt erscheinen die Schriftzeichen zum Beispiel breiter oder schmaler und mit verschiedener Stärke (mager, normal, fett), oft mit genaueren Abstufungen (etwa „halbfett“). Je nachdem, welche Schriftschnitte man vergleicht, können die Unterschiede zwischen den Glyphen desselben Zeichens auffällig oder auch kaum wahrnehmbar sein.

## Computer
Zur Zeichendefinition im Computer gehört ebenfalls die grafische Form (Glyphe) und die Kodierung (Zeichenzuordnung zur Zeichenposition). Ein und dieselbe Glyphe kann dabei für mehrere Zeichen verwendet werden. Zum Beispiel wurden auf alten Schreibmaschinen die Umlautzeichen ¨ auf eine eigene Taste gelegt und bildeten so (zum Beispiel auf dem Typenrad) eine getrennte Glyphe. Zusammen mit den Zeichen a, o und u bildeten sie die Zeichen ä, ö und ü. Dieselbe Methode kann (intern) für die Zeichenkodierung in Computerprogrammen verwendet werden. Auf verschiedenen Tastaturlayouts – etwa dem spanischen – können die Umlautzeichen ebenfalls dargestellt bzw. kombiniert werden.
Bei der Speicherung von Text im Computer gibt es auch abstrakte Zeichen, denen keine Glyphen zugeordnet werden. Einfachste Beispiele dafür sind Leerzeichen oder Zeilenumbruch-Zeichen. Ein weiteres Beispiel für ein sinntragendes abstraktes Zeichen ohne Glyphe findet sich bei mathematischen Formeln. Beispielsweise ist „2⁢a“ eine Repräsentationsform von „2 × a“. Bei der Kurzdarstellung denkt man sich ein Multiplikationszeichen dazu. Will man aber einen in der Kurzfassung repräsentierten Ausdruck mit einem Computer auswerten, wird semantisch zwischen „2“ und „a“ ein unsichtbares (damit glyphenloses) Multiplikationszeichen benötigt. Es ist als U+2062 im Unicode enthalten.